# Toldi Miklós (labdarúgó)
Toldi Miklós (Budapest, 1941. január 4. – 2005. augusztus 2.) labdarúgó, hátvéd, edző.

## Pályafutása
1962 és 1973 között a Salgótarjáni BTC labdarúgója volt. 1962. augusztus 5-én mutatkozott be az élvonalban az Újpesti Dózsa ellen, ahol csapata 2–1-es vereséget szenvedett. Az élvonalban 116 bajnoki mérkőzésen szerepelt és három gólt szerzett. Részese volt a Salgótarjáni BTC legnagyobb sikerének, az 1971–72-es bajnoki bronzérem megszerzésének. 1972 nyarán vonult vissza. Ezt követően edzőként dolgozott Nagybátonyban, a Salgótarjáni BTC csapatnál és Pásztón. 2005. augusztus 2-án közúti baleset áldozata lett.

## Sikerei, díjai
- Magyar bajnokság
  - 3.: 1971–72
- Magyar kupa (MNK)
  - döntős: 1967